# 命题
在逻辑学、哲学、语言学中，命题（英語：proposition）是一个陈述句所表达的判断，具有真值，即不是真的就是假的。例如，“雪是白色的”。命题不等同于句子，例如，“雪是白色的”和“白色是雪的颜色”是不同的句子，但它们判断相同的事，是相同的命题；同时，命题也不依赖于语言，不同的语言可以表达相同的命题，例如，“雪是白的”和“Snow is white”是相同的判断。疑问句、祈使句、感叹句都不能表达命题。
由其他命题推出命题（前提推出结论）的过程，叫做推论；而这些作为前提和结论的命题的集合，叫做论证。命题逻辑主要处理命题及其之间的逻辑关系。
一些哲學家，諸如约翰·瑟尔，認為其他形式的語言或行為也判定命題。是非疑問句是對命題真值的詢問。道路交通標誌不通過語言和文字也表達了命題。使用陳述句也可能給出一個命題而不判定它，例如，在當老師請學生對某個引用發表意見的時候，這個引用就是一個命題（即它有語義）而這個老師並沒有判定它。在上一段中，只給出了命題雪是白的，但沒有判定它。

## 命題的分類
命題可依分析－綜合、必然－偶然、先驗－後驗三大特性區分。傳統哲學認為命題或為分析的、必然的、且先驗的，或為綜合的、偶然的、且後驗的，但這些觀點近來受到了一定程度的挑戰。
（註：以下命題後為"真"代表命題為真，"假"代表其為假）

### 分析與綜合
分析真（假）的命題是純粹基於語義為真（假）的命題；綜合真（假）的命題則是並非純粹基於語義為真（假）的命題。這是語義學的分類。
分析命題範例如：
- 單身漢都是未婚的（真）
- 鉛筆盒是用來裝羽毛球的盒子（假）

綜合命題範例如：
- 聯合國成立於1945年（真）
- 劉備的配偶為楊丞琳（假）

### 必然與偶然
必然真（假）的命題是在所有可能情況中都為真（假）的命題；偶然真（假）的命題則是在現實世界為真（假）但有可能為假（真）的命題。這是形上學的分類。
必然命題範例如：
- 正方形的四個角都是直角（真）
- 13的平方是159（假）

偶然命題範例如：
- 金庸是《神鵰俠侶》的作者（真）
- 李白是明朝人（假）

### 先驗與後驗
先驗真（假）的命題是不須借助對實體世界的觀察與經驗即可證成為真（假）的命題，後驗真（假）的命題則需要藉由觀察與經驗才能證成為真（假）。這是知識論的分類。
先驗命題範例如：
- 三角形有三個角（真）
- 絕緣體是可導電的物質（假）

後驗命題範例如：
- 提出相對論的人是愛因斯坦（真）
- 蛇是哺乳類動物（假）

### 古典命題分類的挑戰
有些命題被認為是後驗且必然的，例如：
- 長庚星是啟明星（真）
- 水是H2O2（假）

有些命題被認為是先驗且偶然的，例如：
- 標準鉑銥棒的長度等於一公尺（真）
- 一公斤等於4.739磅（假）

有些命題被認為是先驗且綜合的，例如：
- 直线是兩點間最短的路徑（真）
- 3 + 4 = 8（假）

## 引用
1. ↑  Irving & Carl 2019，第4-5頁.
2. ↑  The Analytic/Synthetic Distinction, Stanford Encyclopedia of Philosophy.  （页面存档备份，存于）
3. ↑  Possible Worlds, Stanford Encyclopedia of Philosophy.  （页面存档备份，存于）
4. ↑  A Priori Justification and Knowledge, Stanford Encyclopedia of Philosophy.  （页面存档备份，存于）

## 外部連結
- 维基共享资源上的相關多媒體資源：命题